# Waldemar Wojtal
Waldemar Romuald Wojtal (ur. 21 czerwca 1951 w Chodzieży) – polski pianista, pedagog, profesor zwyczajny.

## Życiorys
W 1970 ukończył klasę fortepianu w Państwowej Szkole Muzycznej II st. w Gdańsku-Wrzeszczu. Studia pianistyczne kontynuował w Akademii Muzycznej im. Stanisława Moniuszki w Gdańsku pod kierunkiem Zbigniewa Śliwińskiego – jednego z najwybitniejszych polskich pedagogów muzycznych, twórcy gdańskiej szkoły pianistycznej. W 1975 ukończył tę uczelnię z wyróżnieniem. Doskonalił swoje umiejętności pianistyczne u Vlado Perlemutera oraz Suzanne Roche. Brał udział w kursach mistrzowskich prowadzonych przez Groggy Seböka oraz Dietera Zechlina. Był stypendystą Towarzystwa im. F. Chopina w Warszawie.
Jako pianista koncertował w Polsce i za granicą, m.in. we Francji, Szwajcarii, Niemczech, Włoszech, Bułgarii, USA i na Ukrainie.
Obok działalności koncertowej, głównym nurtem jego aktywności zawodowej jest pedagogika muzyczna. Od 1979 prowadzi klasę fortepianu w Akademii Muzycznej im. Stanisława Moniuszki w Gdańsku, a w latach 2010–2016 również w Akademii Sztuki w Szczecinie.
Tytuł naukowy profesora zwyczajnego nauki o sztukach pięknych otrzymał w 1994.
Równocześnie podjął pracę z uzdolnioną młodzieżą ze średnich szkół muzycznych m.in. w Zespole Szkół Muzycznych w Gdańsku-Wrzeszczu oraz w Ogólnokształcącej Szkole Muzycznej I i II st. w Gdańsku.
Wśród jego wychowanków znajdują się laureaci krajowych i zagranicznych konkursów pianistycznych.
Prowadził warsztaty, seminaria oraz mistrzowskie kursy pianistyczne w kraju i za granicą.
Dwukrotnie żonaty: z Katarzyną Popową-Zydroń, a następnie z Danutą Szlagowską. 

## Pełnione funkcje
- Prorektor w Akademii Muzycznej w Gdańsku (1990–1993)
- Rektor Akademii Muzycznej w Gdańsku (1993–1999 i 2004–2005)[13]
- Kierownik Katedry Fortepianu Akademii Muzycznej w Gdańsku (1999–2020)

## Inna działalność
Juror ogólnopolskich i międzynarodowych konkursów pianistycznych.
Jest pomysłodawcą Międzynarodowego Bałtyckiego Konkursu Pianistycznego w Gdańsku.
Współpracuje z Ministerstwem Kultury i Dziedzictwa Narodowego oraz Centrum Edukacji Artystycznej w Warszawie, m.in. jako członek Rady do Spraw Szkolnictwa Artystycznego.
Jest stałym współpracownikiem Krajowego Funduszu na rzecz Dzieci (organizacja pożytku publicznego), sprawując opiekę merytoryczną nad jego podopiecznymi – pianistami.

## Dyskografia
- VIII Festiwal Pianistyki Polskiej – Słupsk '74 (Muza SX1361)
- Musik Treasures of Old Gdansk – 20th Century (2003)
- Gdansk: Classic XXth Century (2009)
- The Classical Era! Best of Sonatas (2012)

## Odznaczenia
- Złoty Krzyż Zasługi (27 września 2002)[20]
- Złoty Medal „Zasłużony Kulturze Gloria Artis” (13 czerwca 2023)[21]
- Srebrny Medal „Zasłużony Kulturze Gloria Artis” (17 czerwca 2016)[21]
- Brązowy Medal „Zasłużony Kulturze Gloria Artis” (24 kwietnia 2007)[21]
- Medal Komisji Edukacji Narodowej (2012)[12]

## Nagrody i wyróżnienia
- laureat „estrady młodych” na VIII Festiwalu Pianistyki Polskiej w Słupsku (1974)
- laureat II Ogólnopolskiego Konkursu Pianistycznego w Warszawie (1974)
- Nagroda I stopnia na V Festiwalu Młodych Muzyków w Gdańsku (1977)
- Nagroda Prezydenta Miasta Gdańska w Dziedzinie Kultury za całokształt pracy artystycznej, za wkład włożony w kształcenie młodych pianistów oraz z okazji jubileuszu 40-lecia pracy (2015)[22]
- Nagroda Ministra Kultury (2019)

Źródło:.